# Bernardino Vivanco
Bernardino Vivanco fue un monje benedictino español, hijo del monasterio de Oña, nacido en Madrid en 1574 y muerto en Salamanca entre 1610 y 1613.
Fue su padrino de pila el célebre poeta Alonso de Ercilla. Leyó con lucimiento artes y teología en los Colegios de la Congregación Benedictina de Valladolid y en la Universidad de Salamanca. Corrían parejas con su ilustración y nobleza, disposición hermosa, condición agradable y suavísimas costumbres. Era competidor por su ingenio con el maestro fray Antonio Pérez, también benedictino.
Creía que le iban a sacar de su congregación para darle una mitra, pero todo se desvaneció con la muerte, como lo lamenta el cronista fray Antonio de Yepes.